# Targhe d'immatricolazione della Croce Rossa Italiana
Le targhe d'immatricolazione della Croce Rossa Italiana sono di tipo militare, come disposto dall'articolo 26 del regio decreto del 29 luglio 1927 nº 1814, che esenta detti mezzi dall'iscrizione al Pubblico registro automobilistico equiparandoli a quelli "dei corpi armati dello Stato". Di fatto però tale targa fu applicata sin dal 1911, seppur in contrasto con la norma allora in vigore che prevedeva un unico tipo di targa per veicoli militari e civili, senza eccezioni. La situazione de facto venne ufficializzata nel 1913, nell'ambito di una serie di disposizioni amministrative e legislative riguardanti l'Associazione. L'utilizzo di targa propria per i veicoli della Croce Rossa Italiana è stato riconfermato nel 1992 dall'art.138 del "Nuovo Codice della Strada", D.Lgs. 30 aprile 1992, nº 285 che definisce le modalità per l'immatricolazione militare dei veicoli ed il rilascio delle patenti, estendendo tali disposizioni ai veicoli della Croce Rossa Italiana (comma 11).
Caratteristica immutata nel tempo, nonostante successive modifiche al formato della targa, è la sigla "C.R.I." in rosso (acronimo di Croce Rossa Italiana, con o senza punteggiatura) con la numerazione in nero, il tutto su fondo bianco. Sulla targa è sempre riportato anche l’emblema della Croce Rossa.

## Storia
La prima targa della Croce Rossa Italiana riportante il numero "1" fu assegnata ad un "carro a letto-automobile", una autoambulanza su base Esperia acquistata dal Comitato di Bergamo ed entrata in servizio 21 agosto 1911: fu la prima autolettiga della Croce Rossa Italiana. La targa era bianca, misurava 40 x 15 cm circa e riportava da sinistra verso destra il simbolo della Croce Rossa inscritta in un cerchio, la sigla C.R.I. puntata anch'essa in rosso ed il numero "1" in nero; il carattere usato era di tipo sans-serif.
Nello stesso anno le targhe con l'emblema dell'associazione furono apposte sulle nuove ambulanze della Croce Rossa Italiana impiegate in Libia durante la guerra italo-turca.
Nel 1913 il Ministero delle Finanze dispose l'esenzione dalla tassa di circolazione e l'uso della targa militare per i veicoli della Croce Rossa Italiana, ufficializzando una situazione di fatto già in essere da un paio di anni.
Il già citato Regio Decreto del 1927, che istituiva il Pubblico registro automobilistico, escluse i veicoli diplomatici e militari (inclusi quelli della Croce Rossa Italiana) dall'iscrizione a detto registro, insieme a quelli delle pubbliche amministrazioni e delle Corti reali del Regno d'Italia.
La numerazione proseguì in modo progressivo, raggiungendo le quattro cifre, mentre l'aspetto generale della targa rimase immutato fino ai primi anni trenta.

### Dal 1933 al 1996

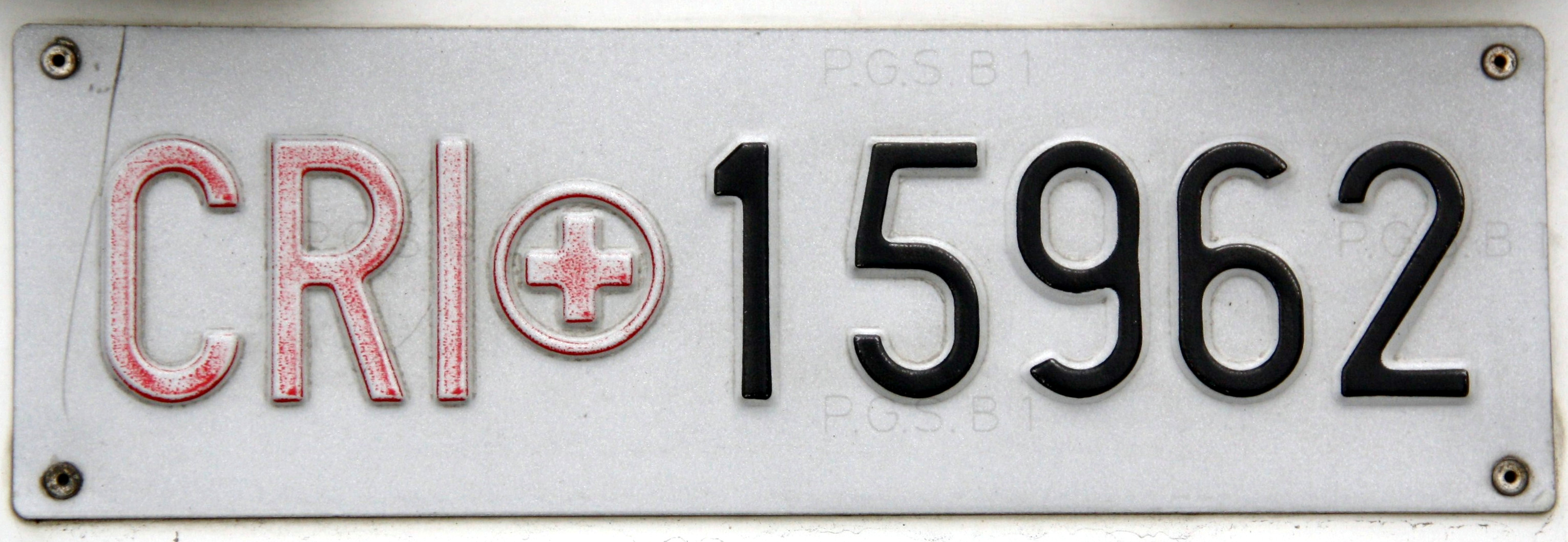
Formato emesso dal 1983 al 2002

Nel 1933 le targhe della Croce Rossa Italiana assunsero lo stesso formato su due righe previsto per le targhe civili dal Regio Decreto del 28 dicembre 1931; altre modifiche occorse in quel periodo furono l'adozione dei caratteri di tipo sans serif come quelli delle targhe civili ed il passaggio dello stemma da sinistra a destra della sigla, in modo da dividerla dalla numerazione progressiva.
Quando nel 1976 fu introdotta la targa componibile per i veicoli civili, le targhe della Croce Rossa Italiana continuarono ad essere emesse nel formato su due righe indipendentemente dal tipo di alloggiamento presente sul veicolo. 
La targa componibile venne introdotta attorno al 1983, quando vennero eliminati i punti alle lettere della sigla CRI, che però restarono per qualche anno nel formato per rimorchi.

### Tipo 1996
Nel 1996 venne introdotta una nuova targa, detta appunto "tipo 1996", che prevedeva il formato di 340 × 115 mm e targhe anteriore e posteriore identiche; presentava inoltre un simbolo più piccolo rispetto alle precedenti.

### Il formato introdotto nel 2005

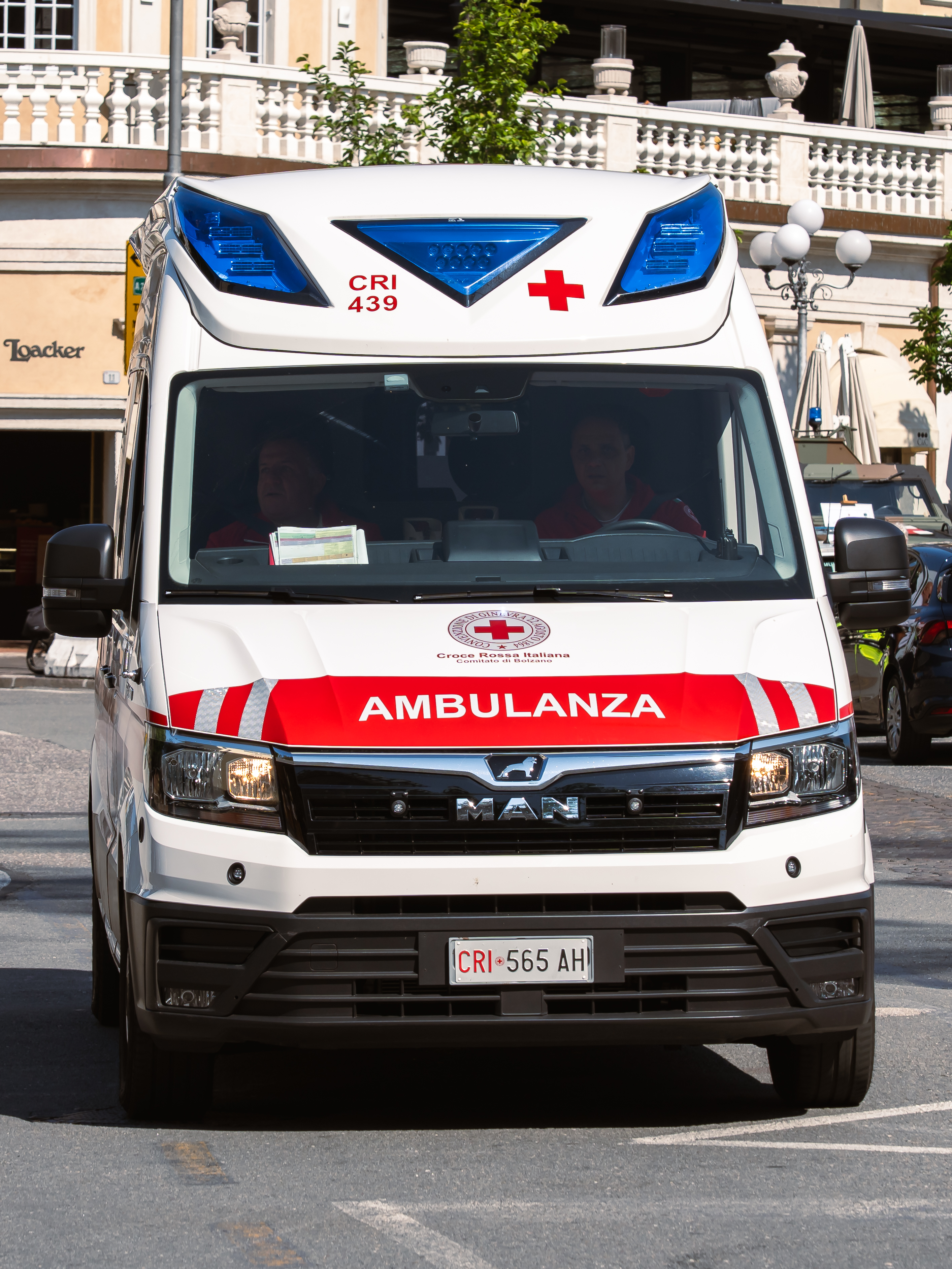
Ambulanza CRI con la serie alfanumerica in uso dal 2008

Nel 2005 l'allegato 12 al Testo Unico Ordinanza Commissariale nº 261/05 stabilisce un formato modificato rispetto al precedente, con targa d'immatricolazione anteriore e posteriore differenti e di dimensioni identiche a quelle delle targhe civili introdotte nel 1994: 340 × 110 mm per la targa anteriore e 489 × 110 mm per la targa posteriore su una riga: 330 × 202 mm per le targhe posteriori destinate agli "autoveicoli dotati di alloggiamento targa di dimensioni vincolate", ovvero quelle con numerazione su due righe normalmente impiegate su alcuni tipi di veicoli. 

### Numerazione
La numerazione ebbe diversi episodi di discontinuità, con addirittura un salto di mille unità dal numero 6000 al numero 7000. A partire dai primi anni settanta, con il raggiungimento del numero progressivo 8000, si ebbe uno sdoppiamento della numerazione: le ambulanze ottennero una numerazione indipendente che partiva dal progressivo 10000; tutti gli altri veicoli proseguirono invece con la normale numerazione dal numero 8001 fino a 9999, poi da A000 ad A999, infine da A0000 in poi. Nel 2003 venne introdotta la numerazione di tipo A000A. Nel 2008 cambia anche la serie: dopo la sigla CRI ci sono tre numeri e due lettere; per le targhe su due righe la prima lettera è una "Z".

## Altre targhe
Il parco veicoli della Croce Rossa Italiana non è costituito esclusivamente da autoveicoli, ma comprende anche un certo numero di rimorchi, macchine operatrici e motocicli. Per l'immatricolazione di tali veicoli si ricorre a targhe diverse da quelle destinate agli autoveicoli. I motocicli e le macchine operatrici utilizzano un solo tipo di targa: bianca, di forma quadrata, con lato di 165 mm, scritta "CRI" in rosso e numero progressivo in nero. I rimorchi sono dotati di targhe specifiche rettangolari, larghe 34 cm e alte circa 11, con sigla "CRI" e scritta "rimorchio" in rosso e un numero progressivo preceduto dalla lettera "R" oppure "X"; le targhe ripetitrici non sono ufficialmente previste, anche se se ne possono incontrare alcune di fattura artigianale. Alcune roulotte vengono immatricolate con targhe aventi lo stesso formato di quello assegnato ai motocicli.